# Lijst van weg- en veldkapellen in Gemert-Bakel
Dit is een onvolledige lijst van veldkapellen in de gemeente Gemert-Bakel. Kapelletjes komen vooral in het zuiden van Nederland voor en werden dikwijls gebouwd ter verering van een heilige.
| Kapel                                         | Adres                                 | Plaats        | Bouwperiode | Architect                            | Foto |
| --------------------------------------------- | ------------------------------------- | ------------- | ----------- | ------------------------------------ | ---- |
| Kerkhofkapel (Baarhuisje)                     | Begraafplaats, Sint Antoniusstraat    | De Mortel     |             |                                      |      |
| Maria van Liefdekapel                         | Burgemeester van de Wildenberglaan 46 | De Rips       | 1994        | Bernard Ploegmakers en Jo Michielsen |      |
| Sint-Antonius-Abtkapel (Sint-Tunneskapelleke) | Deel 94                               | Gemert        | 1841        |                                      |      |
| Mariakapelletje                               | Pandelaar-Deel                        | Gemert        | 1911        |                                      |      |
| Mariakapelletje                               | Lodderdijk                            | Gemert        | 1825        |                                      |      |
| Sint-Annakapel                                | Sint-Annastraat                       | Gemert        | 1947        |                                      |      |
| Mariakapel                                    | Stereind                              | Gemert        |             |                                      |      |
| Maria-Magdalenakapel (Spijkerkapel)           | Esdonksedijk 15                       | Gemert-Esdonk | 17e eeuw    |                                      |      |
| Bedevaartkapellen                             | Handelseweg                           | Handel        | 1888-1891   | A. Lenaerts                          |      |
| Ossenkapel                                    | Handelseweg                           | Handel        | 1890        | Jan Heijkants                        |      |
| Mariakapelletje                               | Lodderdijk                            | Handel        |             |                                      |      |
| Mariakapel                                    | Hof 5                                 | Milheeze      | 1938        |                                      |      |